# Froid
Froid é uma cidade  localizada no Estado americano de Montana, no Condado de Roosevelt.

## Demografia
Segundo o censo americano de 2000, a sua população era de 195 habitantes.
Em 2006, foi estimada uma população de 201, um aumento de 6 (3.1%).

## Geografia
De acordo com o United States Census Bureau tem uma área de
0,7 km², dos quais 0,7 km² cobertos por terra e 0,0 km² cobertos por água. Froid localiza-se a aproximadamente 619 m acima do nível do mar.

## Localidades na vizinhança
O diagrama seguinte representa as localidades num raio de 36 km ao redor de Froid.